# Jhurkiya
Jhurkiya – gaun wikas samiti we wschodniej części Nepalu w strefie Kośi w dystrykcie Morang. Według nepalskiego spisu powszechnego z 2001 roku liczył on 1998 gospodarstw domowych i 9839 mieszkańców (4938 kobiet i 4901 mężczyzn).